# 歯
歯（は、英: tooth）は、口腔内にある咀嚼するための一番目の器官。
多くの脊椎動物が持つ。ヒトは乳歯と永久歯の二組を持つが（二生歯性）、ネズミ目のように一組の歯が伸び続ける動物もいれば（一生歯性）、サメのように、二週間に一組ずつ新しい歯が作られていく動物もいる（多生歯性）。化石化した哺乳類においてもっとも特徴的な部位であり、古生物学者達は化石の種類や関係を鑑別するのにしばしば歯を使う。
歯は摂食の際の重要な構造であり、その形は餌のタイプと強く結びついている。

## 動物の歯

### 動物一般
動物一般における歯は、口周辺、あるいは内部にある構造で、小さくて硬く、その表面に突き出ていて、その動物の摂食の際に役立つと考えられるものである。細長いものは棘などと言われ、歯として扱わない。脊椎動物以外で歯と言われる部位を持つ例としては、多毛類、ヤムシ類などがある。
また、節足動物の口器では、その硬化部分にギザギザした突起がある場合、これを歯という例もある。クモの鋏角や昆虫の大顎などに例がある。
その他、軟体動物では舌状の構造の上に歯が並ぶ歯舌を持っている。

### 脊椎動物

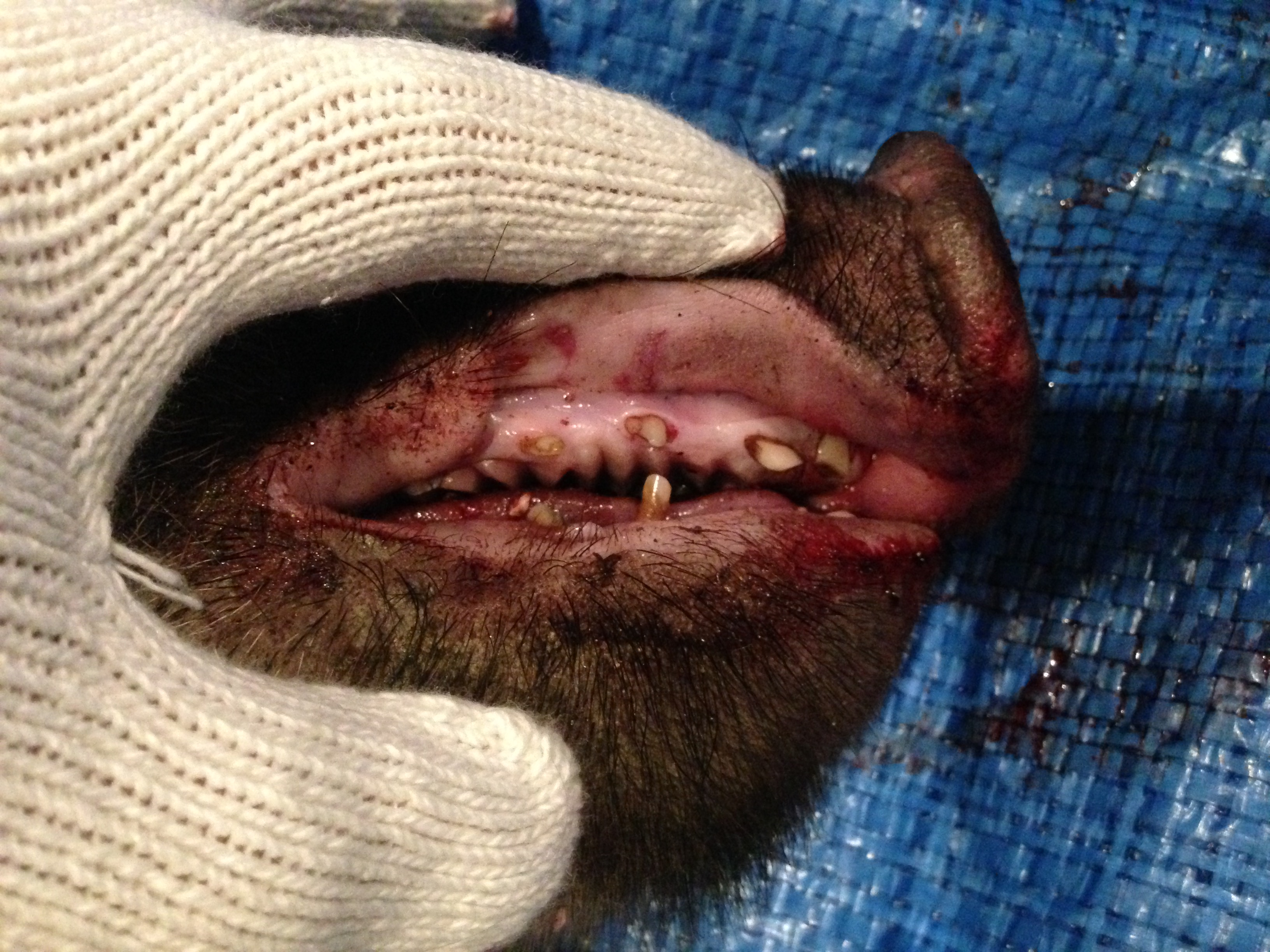
ニホンイノシシの歯

脊椎動物では、歯を持つものは数多い。人間の歯は顎の骨に強く固定されているが、両者の結びつきはそれほど古いことではない。このように強く結びついているのは、ほぼほ乳類の特徴である。
サメ類においては歯は何列にも並んでおり、欠けるとすぐさま次の列から補充される。これはほぼそのままに皮膚に繋がっており、鱗から歯が進化したことが窺える。このような歯は皮膚に軽く埋もれているだけで、たやすく剥がれる。また、そのためにこのような歯は噛む動作だけでは噛みつぶしたり切り裂いたりという用途には使いがたい。この歯を持って餌に引っかかり、全身の運動で食いちぎるようにする、あるいは丸飲みにするのが普通である。一部の動物（鳥・亀など）では口の縁が硬化して嘴を形成し、歯を失っている。
は虫類の一部で歯根を持ち、よりしっかりと固定された歯を見ることが出来るが、は虫類の歯は単一の形態しか持たない。歯に多形を生じるのもほ乳類の特徴である。しかし、このような強固な歯を持つ代償に、ほ乳類の大部分のものは、一旦永久歯を失うと再度歯が生えることは無い。例外としてネズミ目やウサギ目は一組の歯が生涯伸び続ける。
象牙は食物を掘り出し、戦うために使われる切歯である。
キツネザル科、ロリス科などの種には、前歯がくし状となった櫛歯(くし歯)をもつ。

### 家畜などの歯のケア
人間と同様に様々な病気のリスクがあり、デンタルケアが行われる。
また、生まれたばかりの豚などが乳を吸うときに母ブタの乳頭や乳房に怪我を負わせないよう切歯が行われる。
噛み合わせや欠けなどの問題、噛み癖などがある犬猫などに対して、生活歯髄切断術、犬歯切断などを行い鋭さをなくす場合がある。
齧歯目は、歯が伸び続けるため飼育下で自然に摩耗しない場合は、ダイヤモンドカッターなどで切除する場合がある。
魚は、摩耗はするが糖類を摂取しないため虫歯にはならない。

### ギャラリー

#### 魚類

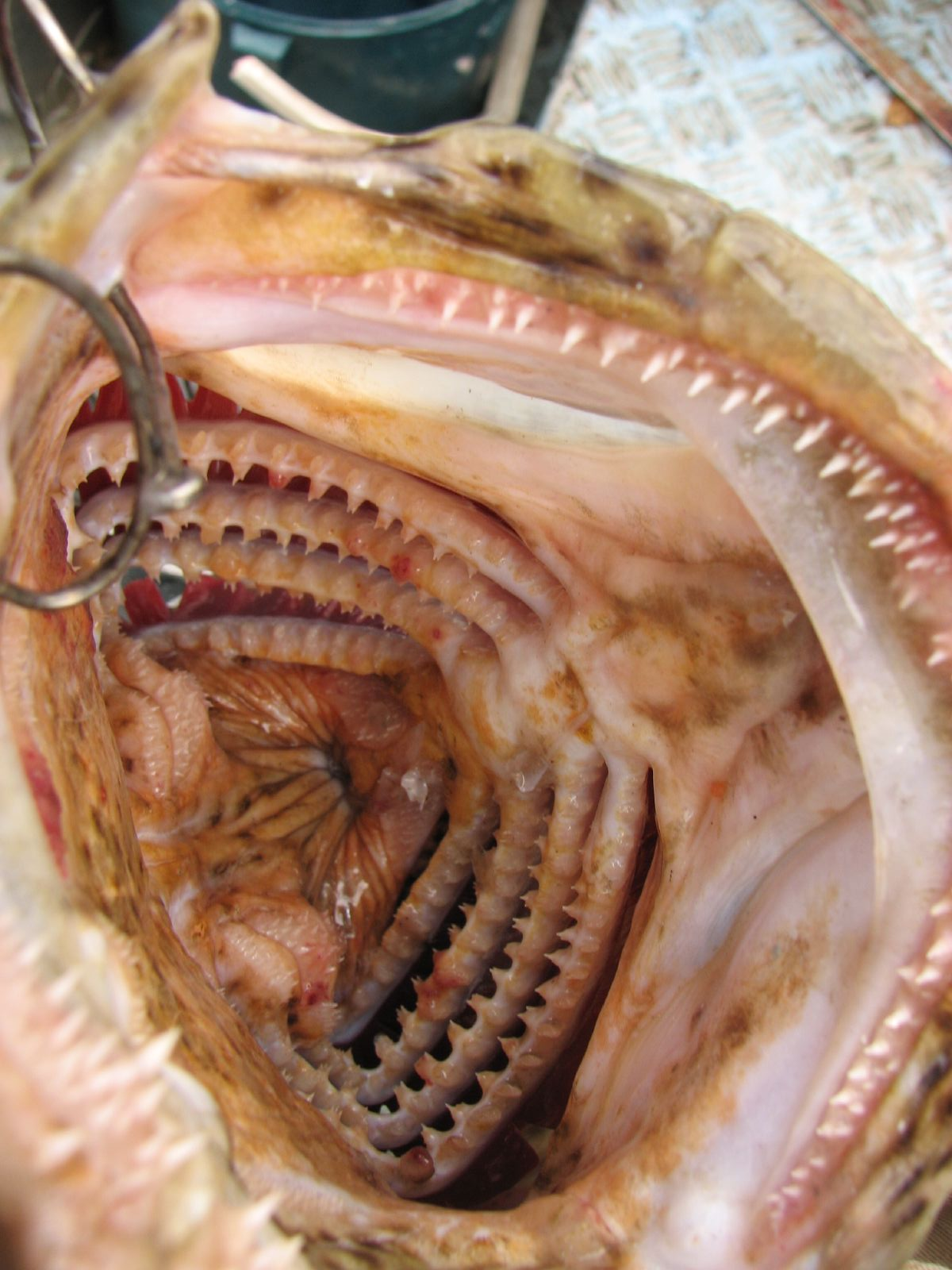
チャイロマルハタ Epinephelus coioides（ハタ科）の口内
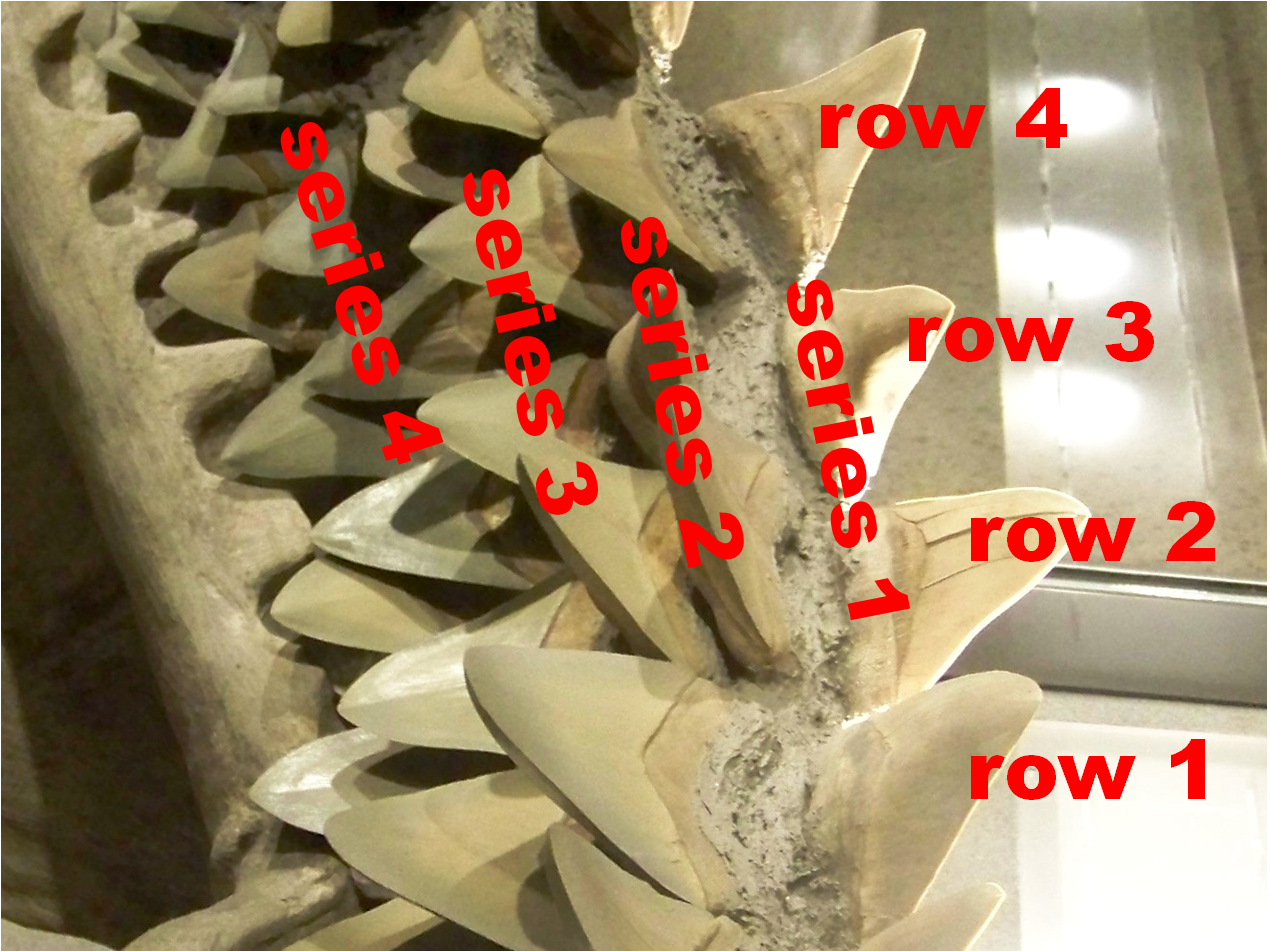
史上最大のサメであるメガロドンの歯。サメの歯（英語版）は歯列があり、歯列ごとに生え変わる。
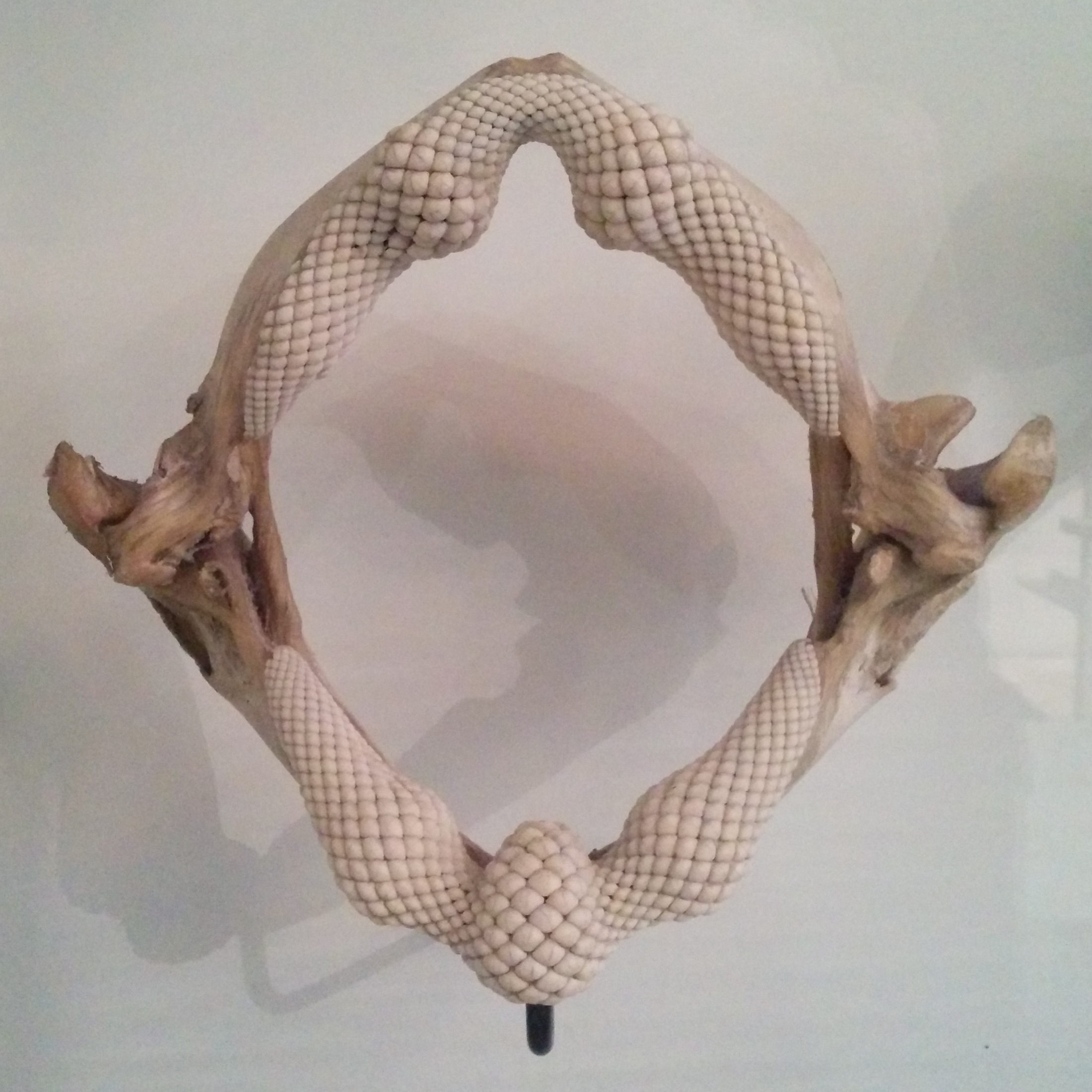
板鰓亜綱のエイの歯。貝や甲殻類を食べるのに適する。
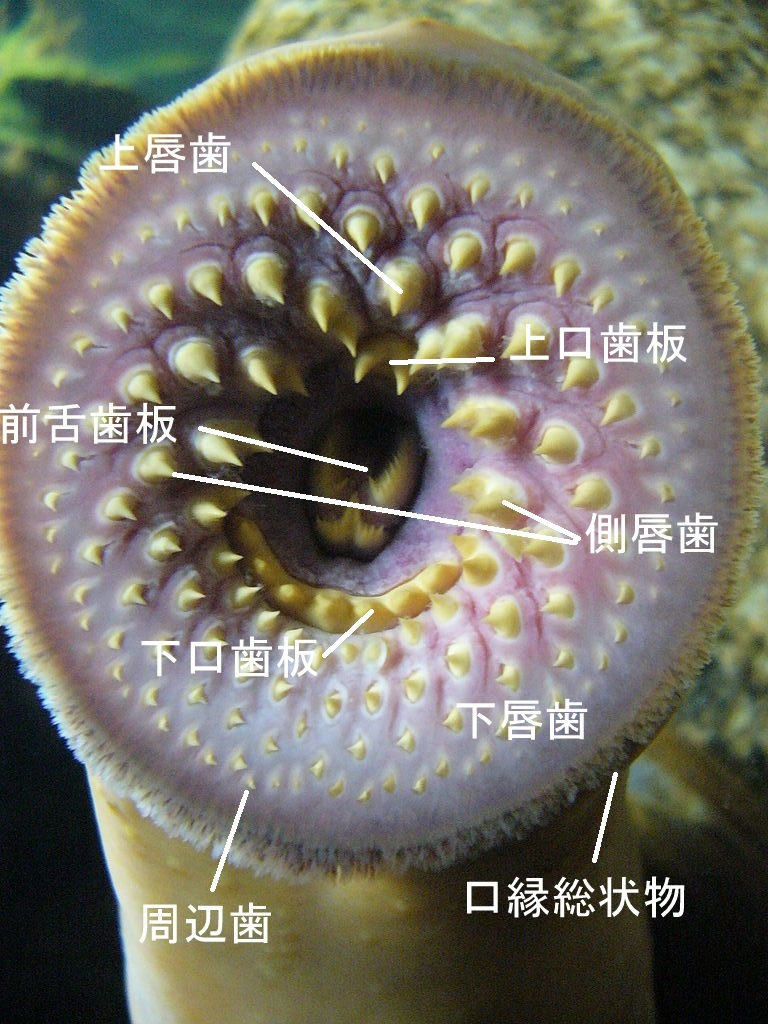
円口類のウミヤツメ（ヤツメウナギ科）の歯。

#### 哺乳類

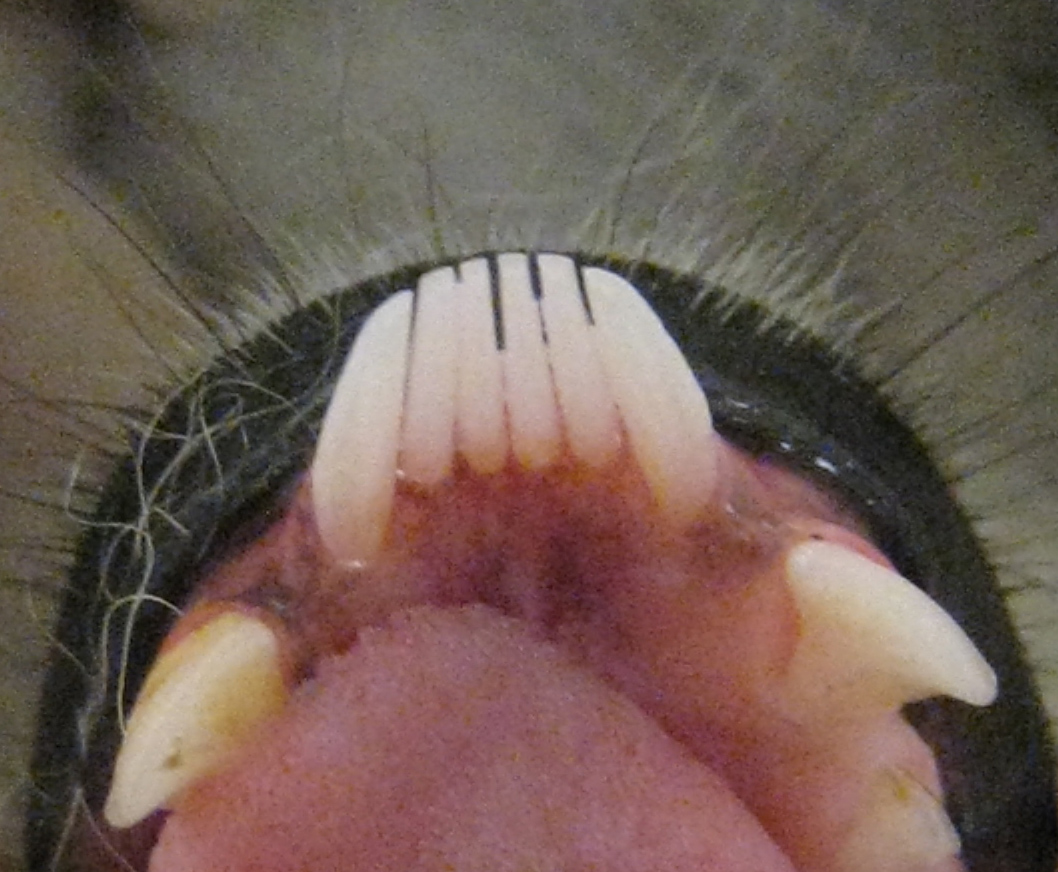
ワオキツネザルの櫛歯（英語版）(くし歯)
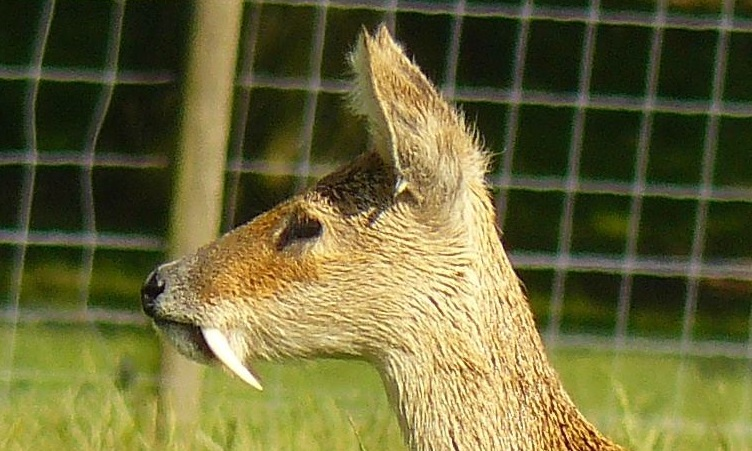
キバノロの犬歯
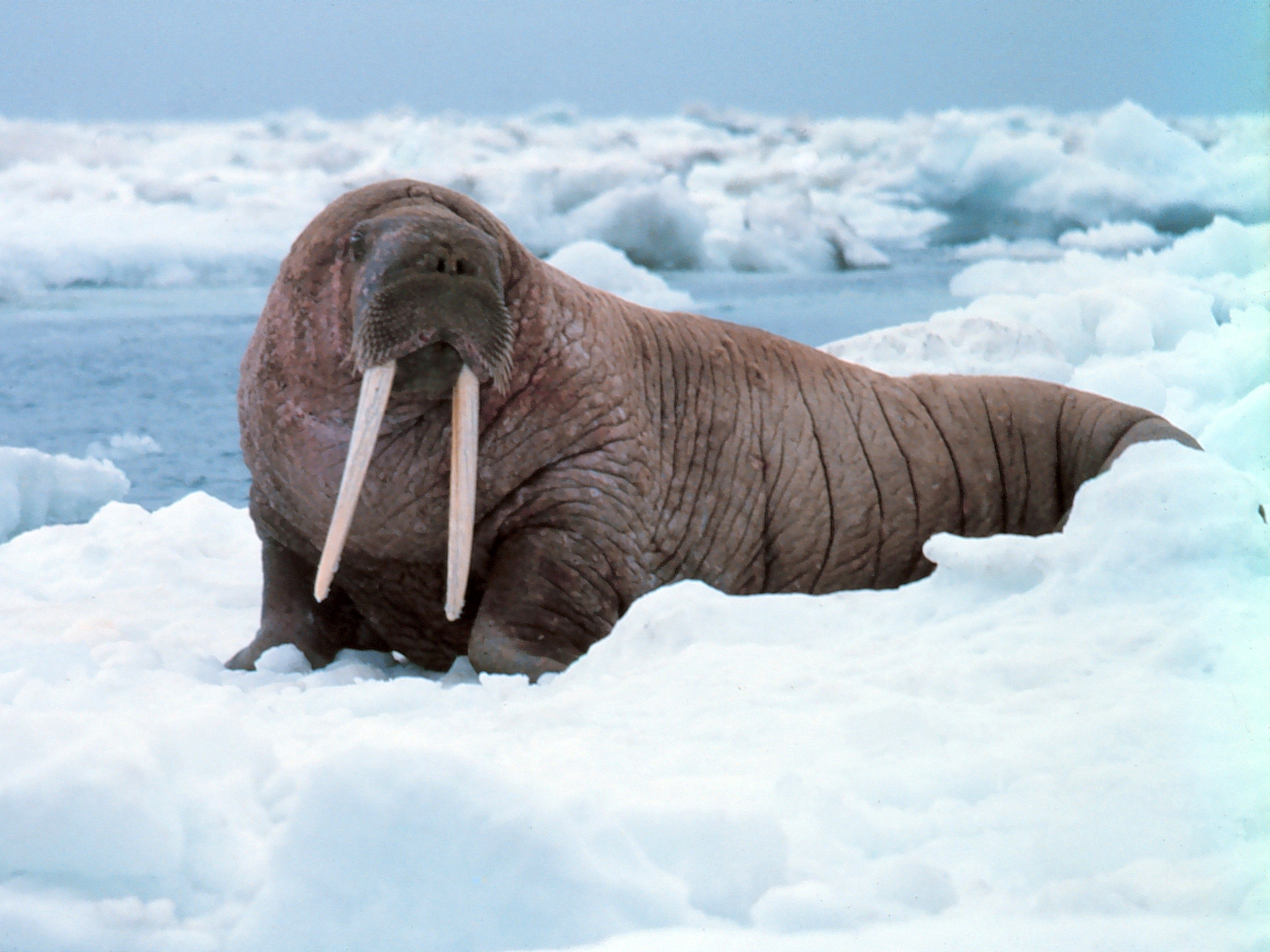
セイウチの犬歯
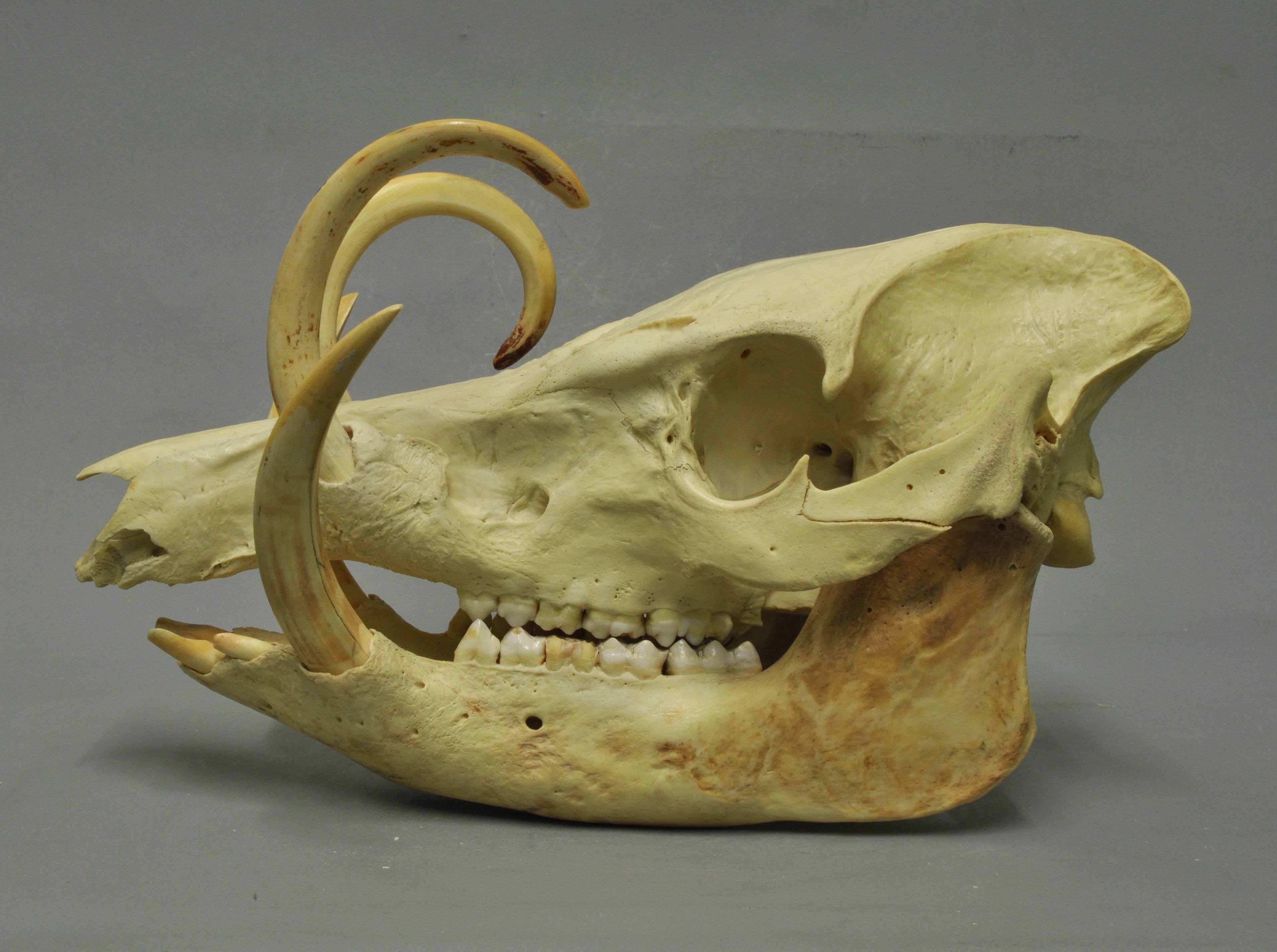
バビルサの頭蓋骨。
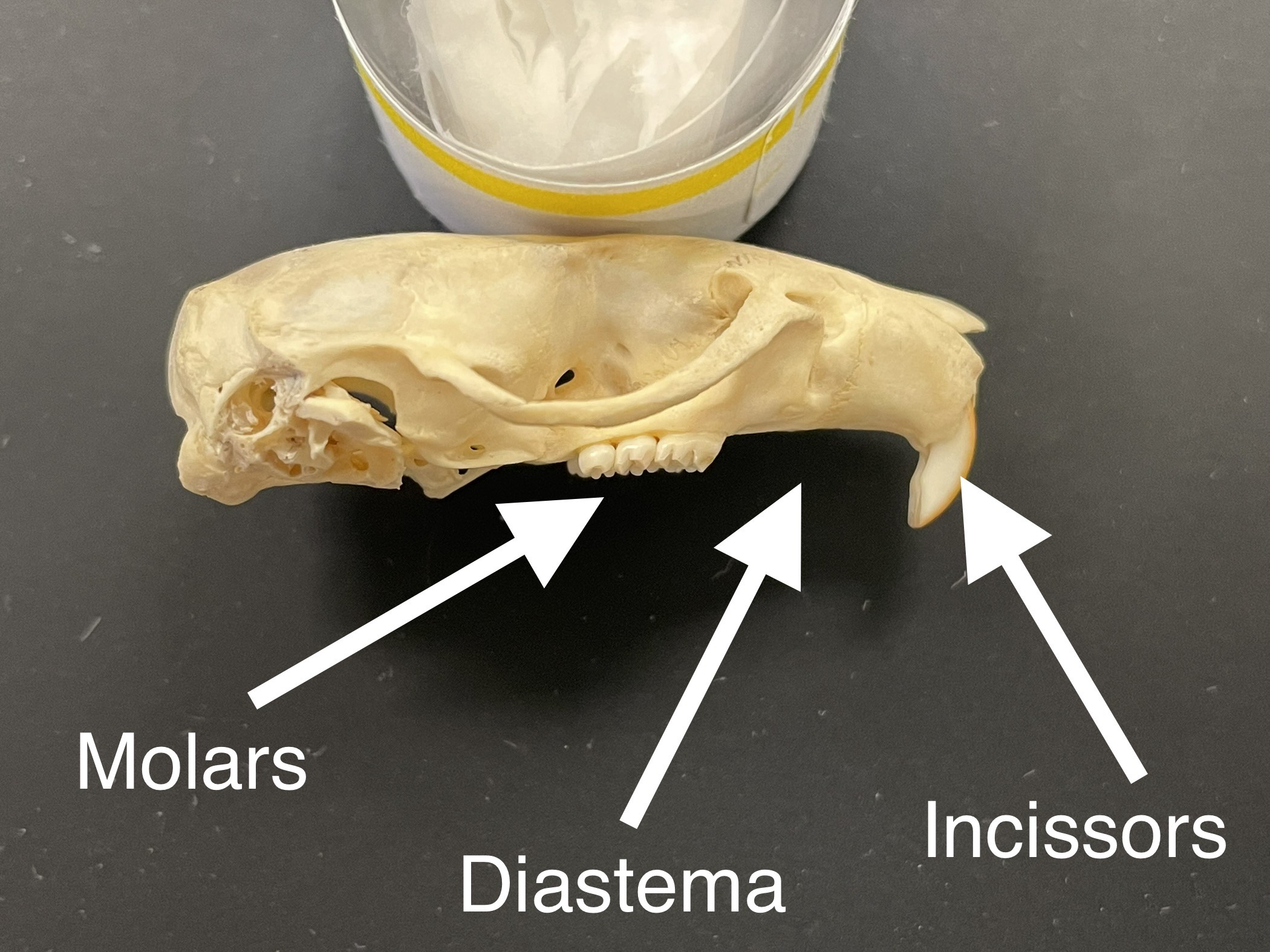
げっ歯類の頭蓋骨。生涯伸び続ける切歯の後ろに、歯がない歯隙（英語版）があり、そのあとに臼歯がある。
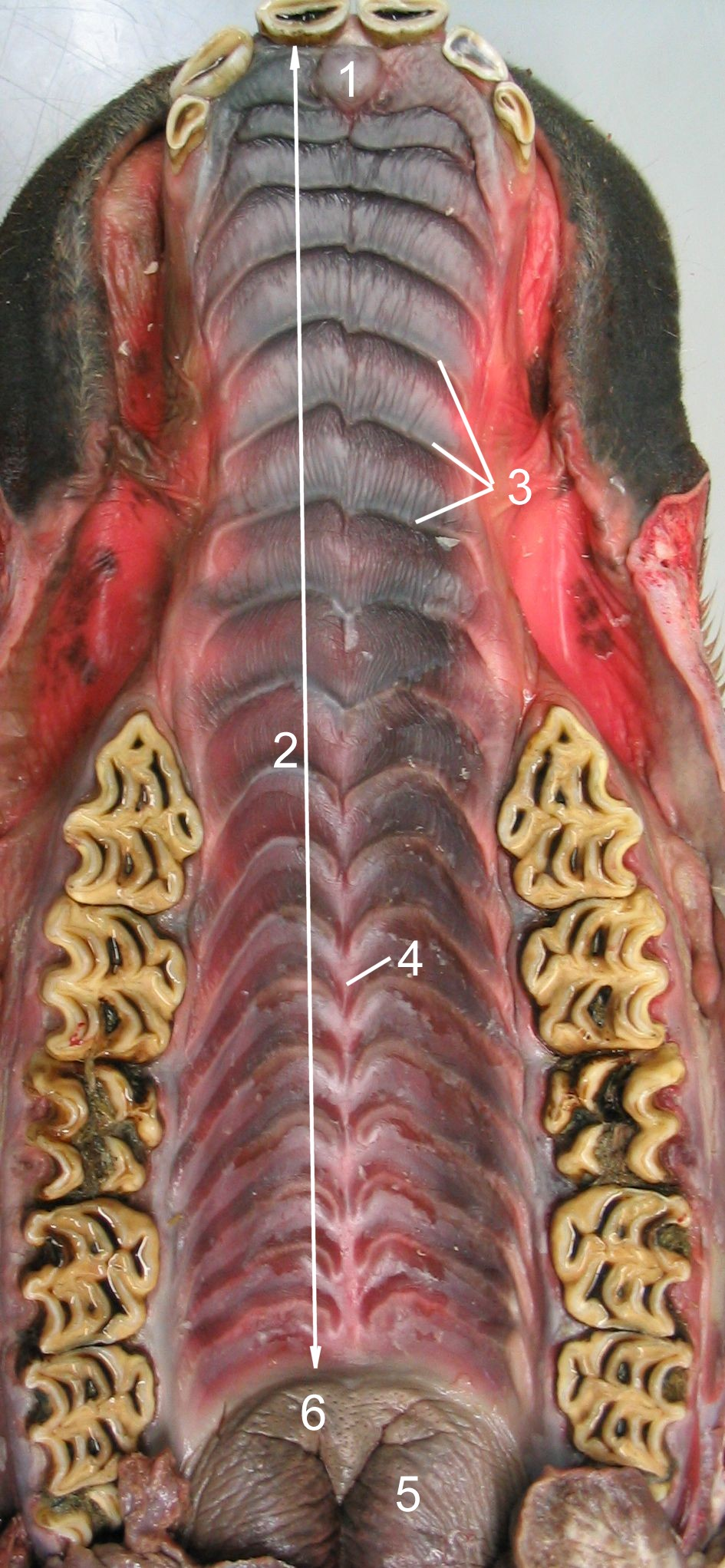
馬の上顎の 馬歯（英語版）

## ヒトの歯

歯

人体でもっとも硬く、遺体ではその治療状況によって人物の特定の重要な手掛かりとなる。人工歯と区別する意味で天然歯と言うこともある。歯学では歯牙（しが）と言ったが使わない傾向にある。

### 歯の形態
エナメル質
歯冠表面を覆うきわめて硬い物質（体の中で最も硬い組織）。約96%がヒドロキシアパタイトを主成分とする無機質、残りの4%が水と有機物である。
表面、および象牙質近傍を除き、太さ5-7µmのエナメル小柱により構成されている。ヒトにおいては4個のエナメル芽細胞により1本のエナメル小柱が形成されると考えられている。
象牙質
歯の主体をなす硬組織。約70%がヒドロキシアパタイトを主成分とする無機質、20%が有機物、10%が水からできている。
大部分は石灰化したコラーゲン線維である石灰化象牙質からなり、歯髄側には象牙前質 (predentin) と呼ばれる未石灰化領域が存在する。
セメント質
歯根全面を覆う硬組織。約60%がヒドロキシアパタイトを主成分とする無機質、25%が有機物、15%が水からできている。
歯髄腔
歯の中央部に存在する歯の外形とほぼ一致している空洞。歯髄に満たされており、神経や血管が存在する。
なお、歯肉、歯根膜、歯槽骨、セメント質を歯周組織という。

### 歯の形成

#### 歯の発生
1. 蕾状期
胎生5～6週頃に口腔の上皮が内部に肥厚することによって歯堤ができる。この歯堤の一部が間葉組織に向かい増殖して歯蕾と呼ばれる球状の結節を形成する。
2. 帽状期
歯蕾が成長し帽子状になりエナメル器となる（エナメル器が囲んでいる内部を歯乳頭といい、エナメル器・歯乳頭を取り囲む組織をあわせて歯小嚢という[11]）。
3. 鐘状期
エナメル器がさらに成長し陥凹が深く鐘状になる。エナメル器には外エナメル上皮・星状網・中間層・内エナメル上皮の4層がみとめられるようになる。
4. 象牙質の形成
内エナメル上皮に隣接する歯乳頭の細胞が1層に並び象牙芽細胞に分化[11]し、象牙質を作っていく。
5. エナメル質の形成
内エナメル上皮からエナメル芽細胞が分化し、切縁、咬頭の側からエナメル質を形成していく。

##### 歯根の形成
エナメル器の辺縁部（内エナメル上皮・外エナメル上皮の移行部）の上皮からヘルトウィッヒ上皮鞘が形成される。ヘルトウィッヒ上皮鞘は根尖方向へと進み象牙質形成を促し、歯根を形成する。

##### セメント質の形成
ある程度歯根の象牙質が作られた頃、ヘルトウィッヒ上皮鞘が分断される。その隙間から歯小嚢の細胞が移動しセメント芽細胞となりセメント質を形成していく。分断されたヘルトウィッヒ上皮鞘は歯小嚢から分化した歯周靱帯の中に残りマラッセの上皮遺残（残存上皮）となる。
萌出時にはまだ歯根は未完成であり、これが完成するのは萌出後しばらく経過してからである。また、萌出時にはこのときにはすでにエナメル芽細胞は存在しないが、象牙芽細胞はかつて歯乳頭であった歯髄の中に存在し、象牙質を作り続けている。

#### 成長線
成長線とは、肉眼または顕微鏡学的に歯の表面に見える線状痕である。主に、歯の形成の良し悪し（例えば石灰化）で線状になることが多い。また、歯の種類や年齢によりできる成長線も違う。
- 新産線 - 新産線 (neonatal line) とは、歯の成長線の一つで、出生により、胎内の安定した環境から外部に出ることによる環境の変動のために、出生後に作られている歯の石灰化度が出生前の石灰化度より低下することによりつく。そのため、出生時に既に歯が作られ始めている乳歯及び第一大臼歯のみで確認できる。
- レチウス条
- ハンターシュレーゲル条 - ハンターシュレーゲル条（Hunter-Schreger band）とは、歯のエナメル質の研磨切片において、エナメル小柱に走行が規則的に研磨面に対して「直交」する状態と「平行」な状態とを繰り返す為に現れる模様[12]である。エナメル質の内層1/2～1/3に渡って伸びている。
- エブネル線 - エブネル線(incremental line of von Ebner) とは象牙質にあらわれる最小単位の成長線である。血清カルシウムやpHの日内変動などにより生じるものと考えられている。歯冠部では平均6µm、歯根部では平均3.5µm間隔の縞模様としてみられる。しかし、この1日単位の成長線を認識することは難しく、数日単位よりなる約20µm間隔の成長線が認められる。この線は アンドレーゼン線 (Andresen's line) とも呼ばれる[13]。
- オウエンの外形線 - オウエンの外形線(contour line of Owen) は病気や栄養不良による石灰化不全に伴い出現する[13]。

### 歯の構成
ヒトの口腔内にある全歯を歯列という。上顎側に並ぶ歯を上顎歯列弓、下顎側に並ぶ歯を下顎歯列弓という。人は一生のうちに乳歯列と永久歯列という2つの歯列をもつ。
歯の部位を示すために、歯の内側を舌側、口蓋側、外側を唇側、頬側、正中に近い方を近心、反対側を遠心、上端を切縁、咬合面という。

#### 乳歯
乳歯（第一生歯）は乳児期にみられる歯である。乳歯は生後6～8ヶ月ごろより多くの場合は下顎の前歯から生えてくる。
乳歯列は2歳から6歳頃にかけて生えそろい、歯の数は上顎側に並ぶ上顎歯列弓の10歯、下顎側に並ぶ下顎歯列弓の10歯の総20歯である。人間の乳歯は大きく乳切歯、乳犬歯、乳臼歯の3歯種に分けることができる。前方から乳中切歯、乳側切歯、乳犬歯、第一乳臼歯、第二乳臼歯の順に並ぶ。乳歯は永久歯と比べてエナメル質と象牙質の厚みが薄く柔らかい。全体的に歯は小さく、青白や乳白色を示す。石灰化度が低いため、う蝕になりやすい。また、乳歯には骨髄や臍帯血に比べて高密度で幹細胞が含まれており、近親者へ移植できる可能性もあることから、骨などの再生の実用化に向けた研究が進められている。
乳歯は最終的に12歳から13歳頃までにはすべて抜け落ち永久歯へと転換するため脱落歯ともいう。
| 名称           | 名称 | パーマー式 | 国際歯科連盟式 | 国際歯科連盟式 | アメリカ式 | アメリカ式 |
| -------------- | ---- | ---------- | -------------- | -------------- | ---------- | ---------- |
| 名称           | 名称 | パーマー式 | 右             | 左             | 右         | 左         |
| 上顎歯         |      |            |                |                |            |            |
| 上顎乳中切歯   | A    | 51         | 61             | E              | F          |            |
| 上顎乳側切歯   | B    | 52         | 62             | D              | G          |            |
| 上顎乳犬歯     | C    | 53         | 63             | C              | H          |            |
| 上顎第一乳臼歯 | D    | 54         | 64             | B              | I          |            |
| 上顎第二乳臼歯 | E    | 55         | 65             | A              | J          |            |
| 下顎歯         |      |            |                |                |            |            |
| 下顎乳中切歯   | A    | 81         | 71             | P              | O          |            |
| 下顎乳側切歯   | B    | 82         | 72             | Q              | N          |            |
| 下顎乳犬歯     | C    | 83         | 73             | R              | M          |            |
| 下顎第一乳臼歯 | D    | 84         | 74             | S              | L          |            |
| 下顎第二乳臼歯 | E    | 85         | 75             | T              | K          |            |

- 歯科記録は患者等に向かっての歯の位置が示されるためチャートでは左の歯が右側、右の歯が左側となる[17]。
- パーマー式では上下左右の対称の位置の歯が同じ番号になるため、L字形の特殊な括弧を番号に付け、その向きで歯の位置を特定する[16]。

#### 永久歯
永久歯は乳歯に代わって生えてくる歯である。永久歯が生え始めるのは6歳頃である。
永久歯列（第二次歯列）の歯の数は上顎側に並ぶ上顎歯列弓の16歯、下顎側に並ぶ下顎歯列弓の16歯の総32歯である（親知らずを除くと28本である）。
人間の永久歯は大きく切歯、犬歯、小臼歯、大臼歯の4歯種に分けることができる。切歯は正中（中央）に隣接して存在し、その側方にそれぞれ側切歯がある。切歯は中切歯、側切歯の2種類上下計8本ある。側切歯の奥には犬歯が上下計4本ある。臼歯は計20本存在し、小臼歯（第1小臼歯、第2小臼歯）と大臼歯（第1大臼歯、第2大臼歯、第3大臼歯）に分けられる。乳歯の脱落後に生えてくる、中切歯～第二小臼歯までを代生歯、第二生歯とよび、乳歯の存在しない大臼歯を加生歯と呼ぶ。まず、第1大臼歯（6歳臼歯とも呼ばれる）から生え始め、その後徐々に生え替わっていく。大体13歳頃には前歯から第2大臼歯までの28本が生えそろっている。第3大臼歯は生えてくるのが遅く、また、生えてこない事もあり「親知らず」（知歯／智歯）ともよばれる。
永久歯はきちんとケアをすれば死ぬまで使うことができる。また、高齢者への調査で、歯が多く存続しているほど活動的である事がわかっている。
| 名称           | 名称 | パーマー式 | 国際歯科連盟式 | 国際歯科連盟式 | アメリカ式 | アメリカ式 |
| -------------- | ---- | ---------- | -------------- | -------------- | ---------- | ---------- |
| 名称           | 名称 | パーマー式 | 右             | 左             | 右         | 左         |
| 上顎歯         |      |            |                |                |            |            |
| 上顎中切歯     | 1    | 11         | 21             | 8              | 9          |            |
| 上顎側切歯     | 2    | 12         | 22             | 7              | 10         |            |
| 上顎犬歯       | 3    | 13         | 23             | 6              | 11         |            |
| 上顎第一小臼歯 | 4    | 14         | 24             | 5              | 12         |            |
| 上顎第二小臼歯 | 5    | 15         | 25             | 4              | 13         |            |
| 上顎第一大臼歯 | 6    | 16         | 26             | 3              | 14         |            |
| 上顎第二大臼歯 | 7    | 17         | 27             | 2              | 15         |            |
| 上顎第三大臼歯 | 8    | 18         | 28             | 1              | 16         |            |
| 下顎歯         |      |            |                |                |            |            |
| 下顎中切歯     | 1    | 41         | 31             | 25             | 24         |            |
| 下顎側切歯     | 2    | 42         | 32             | 26             | 23         |            |
| 下顎犬歯       | 3    | 43         | 33             | 27             | 22         |            |
| 下顎第一小臼歯 | 4    | 44         | 34             | 28             | 21         |            |
| 下顎第二小臼歯 | 5    | 45         | 35             | 29             | 20         |            |
| 下顎第一大臼歯 | 6    | 46         | 36             | 30             | 19         |            |
| 下顎第二大臼歯 | 7    | 47         | 37             | 31             | 18         |            |
| 下顎第三大臼歯 | 8    | 48         | 38             | 32             | 17         |            |

- 歯科記録は患者等に向かっての歯の位置が示されるためチャートでは左の歯が右側、右の歯が左側となる[17]。
- パーマー式では上下左右の対称の位置の歯が同じ番号になるため、L字形の特殊な括弧を番号に付け、その向きで歯の位置を特定する[16]。

### 歯の異常
歯の異常としては以下の物が知られている。
- エナメル質形成不全症
- 象牙質形成不全症
- 高石灰化
- 低石灰化
- Deossification - Loss of bone tissue
- シャベル型切歯[18][19]
- 盲孔[20][19]
- 歯内歯[21]
- エナメル結節[22][19]
- 介在結節[23][19]
- カラベリー結節[23][19]
- 臼傍結節[24][19]
- 臼後結節[24][19]
- 中心結節[23][19]
- プロトスタイリッド[25][19]
- 鞘状歯
- 過剰根[26][19]
- 台状根[27][19]
- 樋状根[28][19]
- 根管分岐
- 歯根弯曲
- 癒着歯[29][19]
- 癒合歯[29][19]
- 双生歯[30][19]
- 魔歯（先天歯）[31]
- 歯数の異常
  - 過剰歯[32][33]
  - 欠損歯
- 歯の大きさの異常
  - 巨大歯[34][19]
  - 矮小歯[34][19]

### 歯の文化

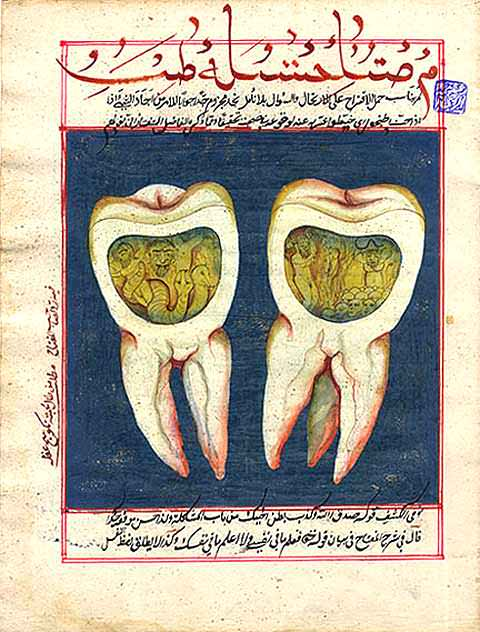
18世紀まで中東やヨーロッパでは虫歯の中にはTooth wormという虫が潜んでいると考えられていた。

- 愛知県から発掘された縄文時代の遺骨には、抜歯や上前歯に溝を掘る叉状研歯という風習が確認できる[35]。
- 東アジア圏には、既婚女性がその印として、また虫歯予防として歯を黒く塗るお歯黒という文化が有った。
- 南アフリカ共和国のケープタウンの若い男女の間では上前歯の抜歯がおしゃれとされている[36]。
- デンテイル（英語版）（歯飾り） - ギリシア建築から見られるようになった壁上部の帯コーニスを装飾する櫛状に並んだ飾り。

## 義歯
人工歯が一般的だが天然歯も入れ歯の材料としても使われた。ジョージ・ワシントンは生涯4つの入れ歯を使ったが、1つ目の入れ歯の下の歯は抜けた自分の歯を使ったという。

## 人間による動物の歯の利用
かつての人類は、狩りで捕らえたマンモスなど大型動物の歯を槍や鏃、斧などに加工して利用していた。また、鋭い歯は加工しなくてもそのままナイフとして用いられる場合もあったようである。
現在では、象牙などが工芸品に利用されているが、絶滅のおそれのある野生動植物の種の国際取引に関する条約（ワシントン条約）により取引が現在中止されている。
鹿、セイウチ等の歯は入れ歯としても使われる。